# Orden Militar de San Esteban
La Orden Militar de San Esteban cuyo nombre oficial completo en italiano es Sacro Militare Ordine di Santo Stefano Papa e Martire fue una orden militar y religiosa toscana, fundada por bula pontificia de 1 de febrero de 1562 (Bolla His quae de Pío IV). La orden, asociada a la casa de los Médici, fue creada por Cosme I, primer Gran Duque de Toscana. El último miembro de la dinastía Médici maestro de la orden fue Juan Gastón en 1737. La orden fue abolida de manera permanente en 1859 por la anexión de Toscana al Reino de Cerdeña.  El antiguo Reino de Italia y la actual República Italiana tampoco reconocieron la orden como una entidad pública legal.

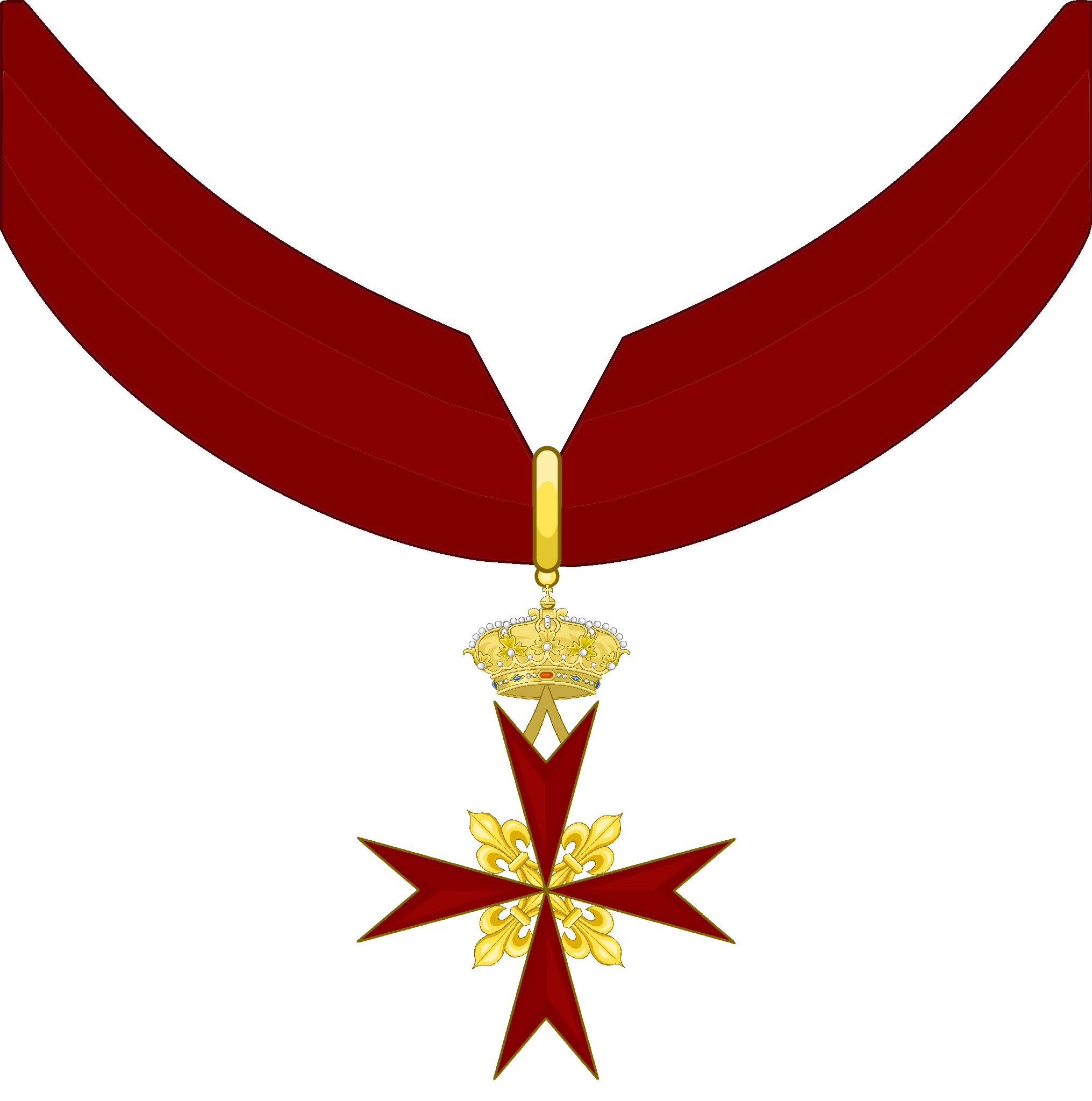
Medalla de la orden de San Esteban

## Historia

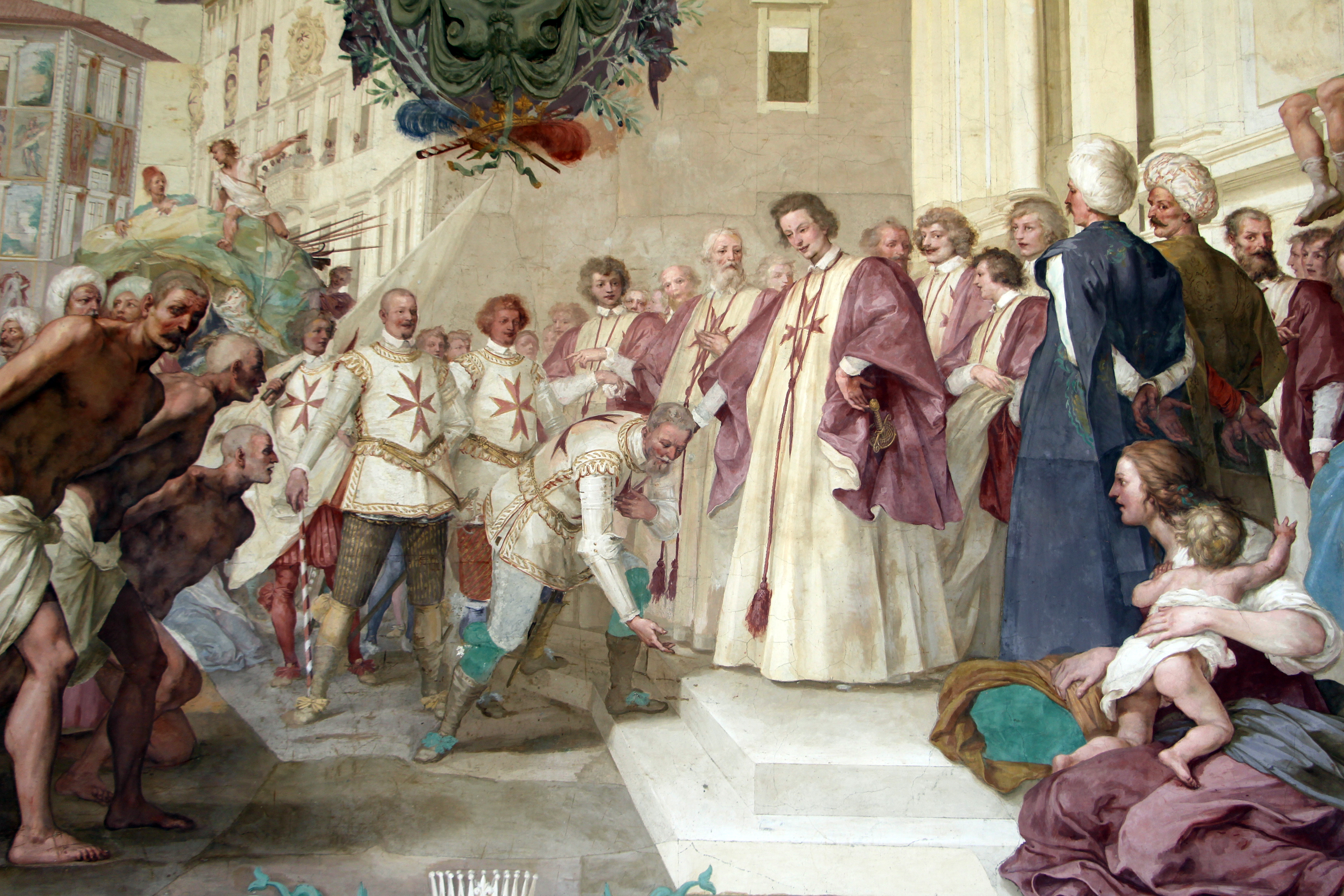
Fresco que representa al gran duque Cosme II de Médici al recibir a los caballeros de la orden de San Esteban, después de la conquista de la ciudad de Bona.

Bandera de las galeras de la Orden de San Esteban, 1562-finales del.

La orden fue fundada por Cosme I de Médici,  primer Gran Duque de Toscana, con la aprobación del Papa Pío IV, el 1 de octubre de 1561. La regla elegida fue la de la orden benedictina. El primer gran maestro fue el propio Cosme y fue seguido en ese papel por sus sucesores como gran duque. La dedicación al Papa, Esteban I, cuya festividad se celebraba el 2 de agosto, se deriva de la fechas de las victorias de Cosme en la batalla de Montemurlo el 1 de agosto de 1537 y en la batalla de Marciano (Scannagallo), ocurrida el 2 de agosto de 1554.

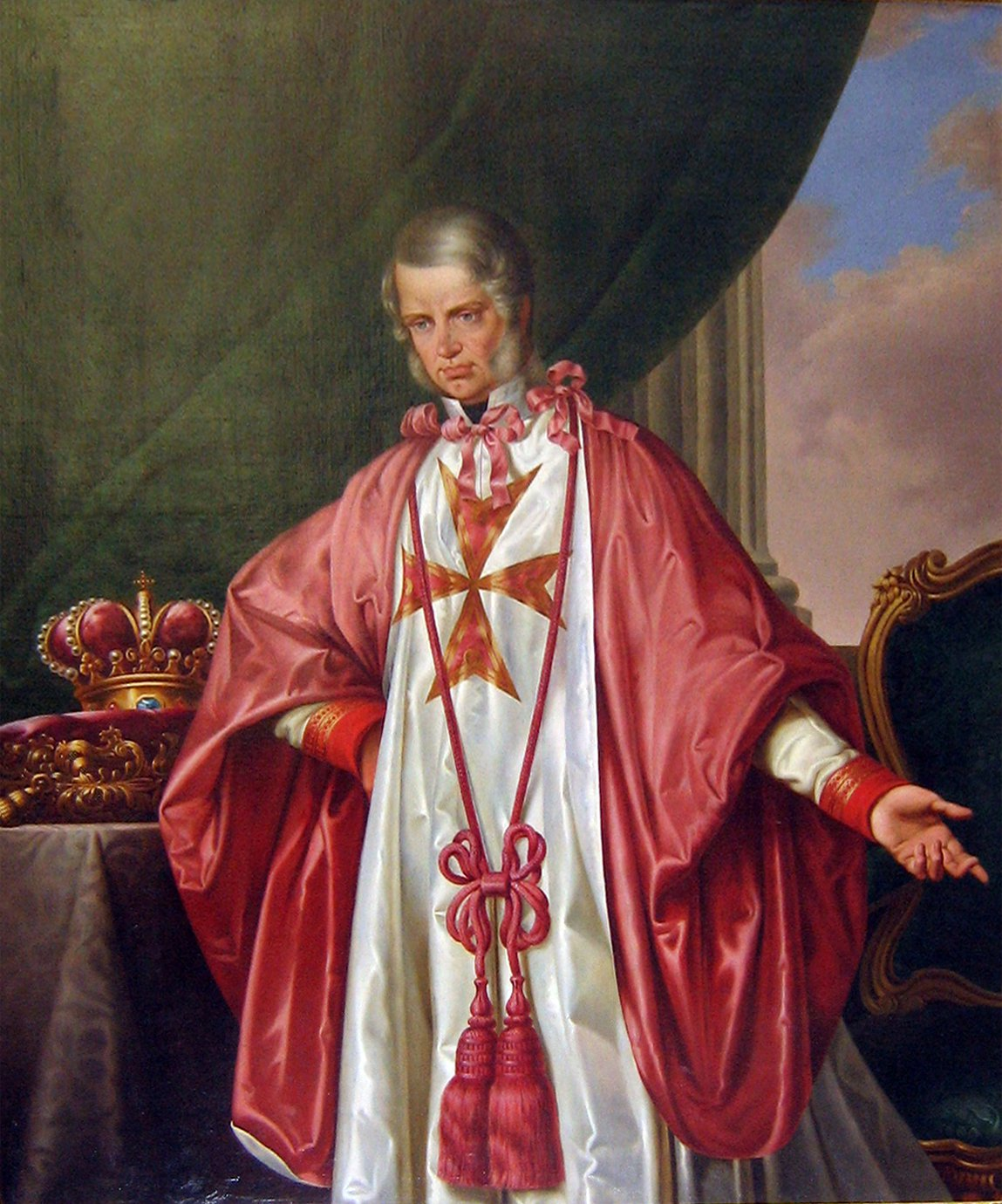
Retrato del gran duque Leopoldo de Toscana con las insignias de la Orden de San Esteban.

El objetivo de la orden era luchar contra el imperio otomano y los piratas que navegaban por el Mediterráneo en el siglo XVI y que hacían peligrosas incursiones en la costa del mar Tirreno, donde se había inaugurado recientemente el nuevo puerto de Livorno. Cosme necesitaba una lucha simbólica que sirviera para unir a la nobleza de las diferentes ciudades que se habían combinado para formar el nuevo gran ducado (incluidas Florencia y Siena), demostrar su apoyo a la Iglesia católica y finalmente, la creación de una orden militar propia también fortalecía el prestigio, tanto interno como internacional, del nuevo estado toscano.
En sus primeros años, la Orden participó con éxito en la escalada de hostilidades entre los imperios español y otomano por el control del Mediterráneo, así estuvieron presentes en el sitio de Malta (1565), la batalla de Lepanto (1571) y la captura en 1607 por el entonces almirante Jacopo Inghirami de la ciudad de Annaba en Argelia, que quedó incendiada y donde mataron a 470 personas y tomaron 1.500 prisioneros. Después de esta etapa inicial más agresiva, la Orden se concentró en la defensa de las costas mediterráneas contra piratas turcos y berberiscos. En particular, los Caballeros hicieron algunas incursiones en las Islas del Egeo controladas por los turcos, y tomaron parte en las campañas en Dalmacia, Negroponte y Corfú.
A partir de 1640, la participación militar de la Orden se redujo. Se concentró en la defensa costera, aunque no dejó de enviar ayuda a la República de Venecia, enfrascada en una guerra desesperada contra el Imperio otomano. Su última acción militar data de 1719. El gran duque Pedro Leopoldo de Toscana promovió una reorganización de la orden, convirtiéndola en institución para la educación de la nobleza toscana.
El 7 de marzo de 1791, seis meses después de convertirse en emperador, Leopoldo abdicó del Gran Ducado en favor de su tercer hijo, Fernando, fundador de la actual Gran Casa Ducal. Aunque Fernando fue el primer soberano europeo en reconocer a la República Francesa, se vio obligado a someterse a las autoridades francesas que ocuparon el Gran Ducado en 1799. Abdicó tanto del Gran Ducado como del Gran Magisterio de San Esteban. La orden sobrevivió durante el efímero Reino de Etruria. 
Tras la restauración de Fernando III en septiembre de 1814, se propuso el renacimiento de la Orden. Por decreto de 1815, se proclamó la repristinación de la orden (Ripristinazione dell'Ordine dei Cavalieri di Ste. Stefano).  La Orden se disolvió definitivamente en 1859, cuando la Toscana fue anexionada al Reino de Cerdeña, durante el proceso de Unificación italiana.